# Amegilla albigenella
Amegilla albigenella är en biart som beskrevs av Michener 1965. Amegilla albigenella ingår i släktet Amegilla och familjen långtungebin. Inga underarter finns listade i Catalogue of Life.